# Townsville Radio
Townsville Radio ist eine australische Küstenfunkstelle. Die Station befindet sich ca. 20 Minuten nördlich des Stadtzentrums von Townsville, im Küsten-Vorort Pallarenda. Sie wird betrieben von Seabourne Electronics Pty Ltd. Im Juni 1997 wurde der bemannte Betrieb eingestellt und 2004 der automatische, unbemannte Betrieb aufgenommen. Sie gehört heute zu dem sogenannten Global Link Network, das von der Kielradio GmbH mit Sitz in Kiel initiiert wurde. Seit 2010 wird das Netz durch die Swisscom Broadcast mit Sitz in Bern in der Schweiz betrieben. Im Global Link Network sind etwa 12 Küstenfunkstellen auf der ganzen Welt verbunden und bieten der Seeschifffahrt Datendienste auf Kurzwellenkanälen an.

## Geschichte
Townsville Radio startete mit seinem Dienst am 7. August 1913. Die Station bot einen Lotsendienst für Schiffe entlang des Great Barrier Reef und im östlichen Golf von Carpentaria an.
Während des Zweiten Weltkrieges übernahm Townsville einen Part in der Seeüberwachung. Das Hauptquartier der Seeüberwachung für den südöstlichen Pazifik zog von Port Moresby nach Townsville und bestand dort bis in den November 1942.

## Dienstleistungen
Der wichtigste Dienst ist die Übermittlung von E-Mails von und zu Schiffen auf hoher See. Die Übertragungsgeschwindigkeiten beträgt 2400 Baud binär, 5400 Baud (Komprimiert) und mit Hilfe weiterer Kompressionsverfahren bis zu 10000 Baud.

## Technik
Townsville Radio arbeitet mit professionellen ICOM-Transceivern. Alle Einstellungen werden von den Rechenzentren in Bern und Kiel ferngesteuert und gewartet. Die Kurzwellensender haben eine Leistung zwischen 100 W PEP und 600 W PEP. Für den Datenfunk stehen Semi-Duplex Pactor III-Modems zur Verfügung. Die Systeme arbeiten mit einer Software von Kiel Radio.